# Teken van Stellwag
Het teken van Stellwag is een begrip uit de oogheelkunde. Het is de benaming voor onregelmatig of abnormaal weinig knipperen, wat samenhangt met exophthalmus en de ziekte van Graves. Samen met het teken van Dalrymple, waarbij de ooglidspleet (het zichtbare gedeelte van het oog) door intrekking van de oogleden abnormaal groot is, is het een belangrijke aanwijzing dat iemand aan de ziekte van Graves lijdt. Het teken is vernoemd naar de Oostenrijkse oogarts Karl Stellwag von Carion (1823-1904).